# Ermida de Nossa Senhora da Alegria
A Ermida de Nossa Senhora da Alegria é uma Ermida portuguesa localizada na freguesia de São Mateus,no lugar das Relvas, concelho da Madalena do Pico, na ilha do Pico, no arquipélago dos Açores.